# Попов, Владимир Александрович (этнограф)
Влади́мир Алекса́ндрович Попо́в (род. 8 декабря 1951 года) — советский и российский этнограф и антрополог, африканист, доктор исторических наук (1988), профессор кафедры этнографии и антропологии СПбГУ. Сфера научных интересов — антропология родства и возраста, политогенетические процессы, этнополитология, этнография аканов и других народов Ганы и Кот-д'Ивуара. Автор более 600 публикаций.
Работал главным Научным сотрудником, заведующим Центром политической и социальной антропологии Музея антропологии и этнографии им. Петра Великого РАН, член диссертационного совета МАЭ.

## Основные работы
Полную библиографию см. Список основных научных трудов В. А. Попова Архивная копия от 3 марта 2012 на Wayback Machine // Этнографическое обозрение, № 6, 2011, c. 235—250.
- Ашантийцы в XIX веке. Опыт этносоциологического исследования. М.: Главная редакция восточной литературы издательства Наука, 1982. 176 с.
- Secondary forms of political organization in the ethnosociological history of Sub-Saharan Africa. Мoscow: Nauka, 1988. 12 р.
- Этносоциальная история аканов в XVI—XIX веках. Проблемы генезиса и стадиально-формационного развития этнополитических организмов. М.: Главная редакция восточной литературы издательства «Наука», 1990. 280 с.
- Потестарность: генезис и эволюция. СПб.: МАЭ РАН, 1997. 214 с. (в соавт. с П. Л. Белковым, В. В. Бочаровым, Н. А. Бутиновым, Е. К. Завьяловой).
- Арабские источники XIII—XIV вв. по этнографии и истории Африки южнее Сахары. В 4 т. Т. 4. М.: Восточная литература, 2002. 623 с. (Памятники письменности Востока; т. CXVI). (издание подготовл. в соавт. с Н. А. Добронравиным).
- Алгебра родства и власти. СПб.: МАЭ РАН, 2011. 320 с. (Алгебра родства. Вып. 14).
- Неоэволюционизм : [арх. 29 августа 2022] / Попов В. А. // Нанонаука — Николай Кавасила. — М. : Большая российская энциклопедия, 2013. — С. 450-451. — (Большая российская энциклопедия : [в 35 т.] / гл. ред. Ю. С. Осипов ; 2004—2017, т. 22). — ISBN 978-5-85270-358-3.
- Сервис, Роджерс Элман : [арх. 15 июня 2024] / Попов В. А. // Сен-Жерменский мир 1679 — Социальное обеспечение. — М. : Большая российская энциклопедия, 2015. — С. 70. — (Большая российская энциклопедия : [в 35 т.] / гл. ред. Ю. С. Осипов ; 2004—2017, т. 30). — ISBN 978-5-85270-367-5.
- Тёрнер, Виктор : [арх. 3 января 2023] / Попов В. А. // Телевизионная башня — Улан-Батор. — М. : Большая российская энциклопедия, 2016. — С. 82—83. — (Большая российская энциклопедия : [в 35 т.] / гл. ред. Ю. С. Осипов ; 2004—2017, т. 32). — ISBN 978-5-85270-369-9.
- Шмидт, Вильгельм : [арх. 21 февраля 2023] / Попов В. А. // Шервуд — Яя. — М. : Большая российская энциклопедия, 2017. — С. 65-66. — (Большая российская энциклопедия : [в 35 т.] / гл. ред. Ю. С. Осипов ; 2004—2017, т. 35). — ISBN 978-5-85270-373-6.
- Эволюционизм : [арх. 28 ноября 2022] / Попов В. А. // Шервуд — Яя. — М. : Большая российская энциклопедия, 2017. — С. 208. — (Большая российская энциклопедия : [в 35 т.] / гл. ред. Ю. С. Осипов ; 2004—2017, т. 35). — ISBN 978-5-85270-373-6.

## Награды
- Премия Ленинского комсомола в области науки (1982)
- Премия имени Н. Н. Миклухо-Маклая (совместно с А. А. Бурыкиным, за 2020 год) — за цикл научных работ по антропологии родства